# Sylvain Templier
Pour les articles homonymes, voir Templier (homonymie).
Sylvain Templier est un homme politique français, né le 27 décembre 1971 à Soissons. Suppléant de Bérangère Abba, nommée secrétaire d'État chargée de la Biodiversité le 26 juillet 2020, il devient député de la première circonscription de la Haute-Marne en août 2020.

## Biographie
Il est ostéopathe et exerçait à Prauthoy jusqu'en 2019. Il quitte la Haute-Marne et exerce ensuite à Lucq-de-Béarn.
Il est député à compter du 27 août 2020. Il rejoint le groupe La République en marche. Son mandat cesse le 20 juin 2022.